# Słobódka (sielsowiet Litwa)
Słobódka (biał. Слабодка, Słabodka; ros. Слободка, Słobodka) – wieś na Białorusi, w obwodzie mińskim, w rejonie stołpeckim, w sielsowiecie Litwa.

## Historia
W XIX i w początkach XX w. miasteczko położone w Rosji, w guberni mińskiej, w powiecie mińskim. Po reformie wprowadzającej wołosty (gminy) początkowo siedziba gminy słobódzkiej. Po jej zniesieniu i wcieleniu do ościennych gmin, Słobódka znalazła się w gminie Rubieżewicze.
W dwudziestoleciu międzywojennym wieś leżąca w Polsce, w województwie nowogródzkim, w powiecie stołpeckim, w gminie Rubieżewicze. W 1921 miejscowość liczyła 248 mieszkańców, zamieszkałych w 48 budynkach, wyłącznie Polaków. 218 mieszkańców było wyznania prawosławnego i 30 rzymskokatolickiego.
Po II wojnie światowej w granicach Związku Sowieckiego. Od 1991 w niepodległej Białorusi.